# Дрейтон (Північна Дакота)
Дрейтон (англ. Drayton) — місто (англ. city) в США, в окрузі Пембіна штату Північна Дакота. Населення — 757 осіб (2020).

## Географія
Дрейтон розташований за координатами 48°33′43″ пн. ш. 97°10′45″ зх. д. / 48.56194° пн. ш. 97.17917° зх. д. (48.562080, -97.179223).  За даними Бюро перепису населення США в 2010 році місто мало площу 1,69 км², уся площа — суходіл.

## Демографія
Згідно з переписом 2010 року, у місті мешкали 824 особи в 389 домогосподарствах у складі 225 родин. Густота населення становила 487 осіб/км².  Було 422 помешкання (249/км²).
Расовий склад населення:
| - 98,3 % — білих - 0,6 % — корінних американців - 0,4 % — чорних або афроамериканців |

До двох чи більше рас належало 0,6 %. Частка іспаномовних становила 1,5 % від усіх жителів.
За віковим діапазоном населення розподілялося таким чином: 20,5 % — особи молодші 18 років, 60,0 % — особи у віці 18—64 років, 19,5 % — особи у віці 65 років та старші. Медіана віку мешканця становила 45,9 року. На 100 осіб жіночої статі у місті припадало 114,6 чоловіків;  на 100 жінок у віці від 18 років та старших — 114,8 чоловіків також старших 18 років.
Середній дохід на одне домашнє господарство  становив 63 239 доларів США (медіана — 49 583), а середній дохід на одну сім'ю — 79 041 долар (медіана — 65 385). За межею бідності перебувало 7,2 % осіб, у тому числі 8,0 % дітей у віці до 18 років та 12,4 % осіб у віці 65 років та старших.
Цивільне працевлаштоване населення становило 359 осіб. Основні галузі зайнятості: виробництво — 30,9 %, освіта, охорона здоров'я та соціальна допомога — 22,6 %, сільське господарство, лісництво, риболовля — 17,8 %.